# Deborah Ann Woll
Pour les articles homonymes, voir Woll.
Deborah Ann Woll, née le 7 février 1985 à Brooklyn, New York, est une actrice américaine.
Elle est principalement connue pour son rôle de Jessica Hamby dans la série télévisée True Blood et de Karen Page dans la série télévisée Daredevil.

## Biographie
Elle naît et grandit à Brooklyn, New York aux États-Unis, d'un père architecte et d'une mère professeur,. Elle est de descendance irlandaise et allemande. Deborah Ann Woll passe son enfance à Brooklyn, puis déménage à Los Angeles après ses études.
Elle a suivi une formation à la Packer Collegiate Institute et obtient en 2007 son Bachelor of Fine Arts (licence) de l'USC School of Dramatic Arts à l'Université de Californie du Sud. Elle a également étudié à la Royal Academy of Dramatic Art à Londres.

### Vie privée
Elle est en couple avec Edward "E.J" Scott depuis 2007. Ils se marient en décembre 2018.

## Carrière

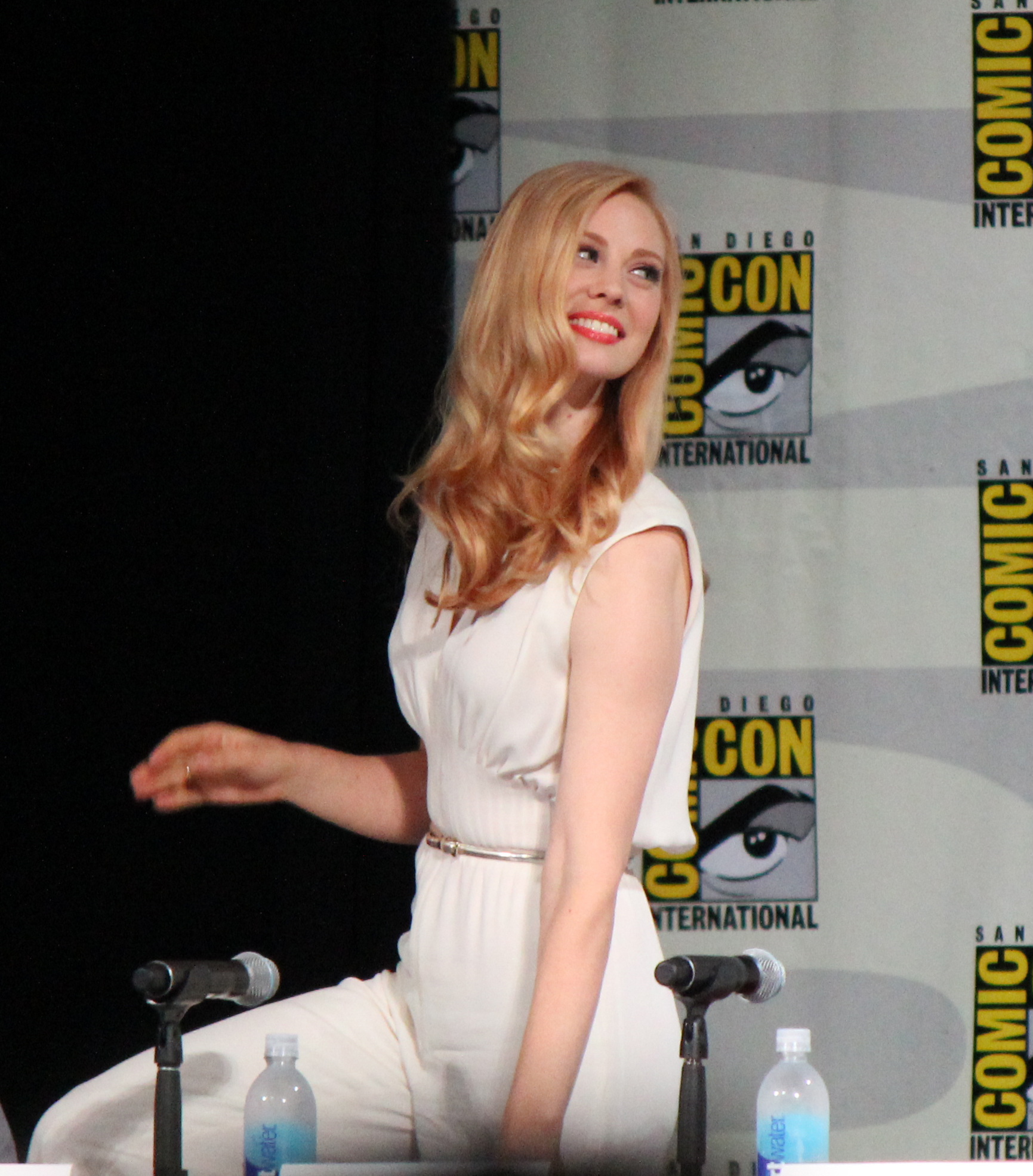
L'actrice au Comic-Con de San Diego 2014, pour la promotion de la dernière saison de True Blood.

### Débuts etTrue Blood
Elle fait ses débuts d'actrice à la télévision, en faisant des apparitions dans plusieurs séries télévisées durant l'année 2007, comme Urgences ou Mentalist. Elle décroche alors un rôle secondaire dans les derniers épisodes de la première saison de True Blood. Le programme est un succès, et la comédienne intègre la distribution principale, faisant évoluer son personnage de l'apprentie vampire Jessica Hamby durant sept saisons, jusqu'en 2014. Elle obtient même sa web-série dérivée, Jessica's Blog, diffusée parallèlement.

### Progression etDaredevil

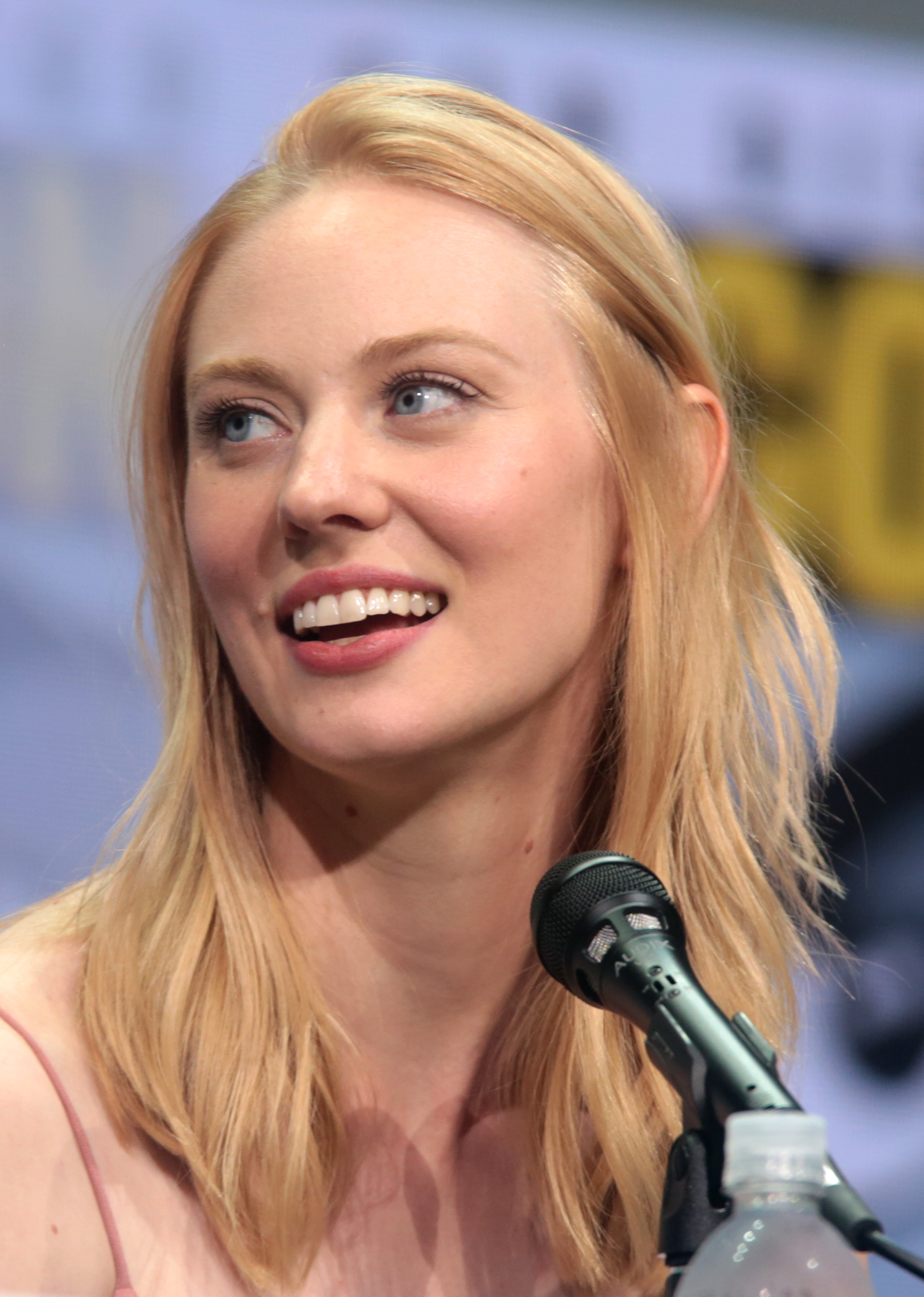
Deborah Ann Woll au Comic Con de San Diego en 2017.

Parallèlement, elle tient des rôles secondaires dans une poignée de productions cinématographiques : en 2011 , le thriller horrifique Mother's Day, le thriller d'action Sans compromis, mené par Bruce Willis. Mais en 2012, elle évolue dans une romance dramatique Elle s'appelle Ruby, de Jonathan Dayton et Valerie Faris.
À la fin de True Blood, elle obtient le premier rôle féminin de la série Daredevil (2015), lancée sur la plateforme Netflix. Elle interprète Karen Page, un rôle qu'elle reprend dans d'autres séries Netflix liées à l'univers cinématographique Marvel, comme The Defenders et The Punisher, pour chaque fois quatre épisodes diffusés en 2017.
En 2018, elle joue dans les trois saisons de Daredevil, tout en tournant d'autres projets : la comédie dramatique indépendante Silver Lake, face à un autre habitué des seconds rôles de séries télévisées, Martin Starr. Puis l'année suivante, dans le thriller horrifique Escape Game, où elle joue l'une des six personnes enfermées dans un jeu d'évasion grandeur nature mortel.

## Filmographie

### Cinéma

#### Longs métrages
- 2010 : Mother's Day de Darren Lynn Bousman : Lydia Koffin
- 2011 : Seven Days in Utopia de Matt Russell : Sarah
- 2011 : Little Murder (en) de Predrag Antonijević : Molly
- 2011 : Sans compromis (Catch .44) de Aaron Harvey : Dawn
- 2011 : Someday This Pain Will Be Useful to You de Roberto Faenza : Gillian Sveck
- 2012 : Elle s'appelle Ruby (Ruby Sparks) de Jonathan Dayton et Valerie Faris : Lila
- 2013 : Highland Park de Andrew Meieran : Lily
- 2014 : Meet Me in Montenegro d'Alex Holdridge et Linnea Saasen : Wendy
- 2015 : The Automatic Hate (en) de Justin Lerner : Cassie
- 2015 : Forever (en) de Tatia Pilieva : Alice
- 2018 : Silver Lake de Sean McGinly : Mary
- 2019 : Escape Game (Escape Room) d'Adam Robitel : Amanda Harper
- 2021 : Escape Game 2 : Le monde est un piège (Escape Room: Tournament of Champions) d'Adam Robitel : Amanda Harper (version cinéma uniquement)

#### Courts métrages
- 2008 : La Cachette de Daric Loo : Sarah
- 2012 : The Carrier de Scott Schaeffer : Debra (voix)

### Télévision

#### Séries télévisées
- 2007 : Life : Nancy Wiscinski
- 2008 : Urgences (ER) : Aurora Quill
- 2008 : Les Experts (CSI) : Stephane
- 2008 : Earl (My Name is Earl) : Greta
- 2008 : Mentalist : Kerry Sheehan
- 2008 - 2014 : True Blood : Jessica Hamby
- 2009 : New York, unité spéciale (saison 11, épisode 3) : Lily Milton
- 2013 : Axe Cop : Best Fairy Ever
- 2015 - 2018 : Daredevil : Karen Page
- 2017 : The Defenders : Karen Page
- 2017 - 2019 : The Punisher : Karen Page
- 2019 : Relics and Rarities : La maîtresse du donjon
- 2023 : Code Quantum : Carly Farmer
- 2025 :  Daredevil: Born Again : Karen Page

#### Téléfilm
- 2008 : Aces 'N' Eights (en) de Craig R. Baxley : La femme terrifiée

### Jeu vidéo
- 2022 : God of War Ragnarok : Laufey

## Voix françaises
| - Noémie Orphelin dans : - Daredevil (série télévisée) - The Defenders (série télévisée) - The Punisher (série télévisée) - Escape Game - Escape Game 2 : Le monde est un piège - Daredevil: Born Again (série télévisée) | Et aussi - France Renard dans Mentalist (série télévisée) - Stéphanie Lafforgue dans True Blood (série télévisée) - Margaux Lapalace dans Mother's Day - Chloé Berthier dans Elle s'appelle Ruby - Ingrid Donnadieu dans Sans compromis |